# Up Front
Up Front è un wargame e gioco di carte ambientato nella seconda guerra mondiale, originariamente pubblicato dalla Avalon Hill nel 1983.  La Hasbro, che ha acquisito i diritti sul gioco in seguito all'acquisto della Avalon Hill li ha ceduti alla Multi-Man Publishing, che però non ne è riuscita a pubblicare una nuova edizione. Nel dicembre 2012 una campagna su Kickstarter da parte della Radiant Games per pubblicare una nuova edizione ha raccolto oltre 300.000 $ rispetto ai 30.000 $ che erano stati posti come obiettivo.
Nato come una versione della serie Squad Leader da giocare con le carte, Up Front è molto differente da altri wargame, in quanto le unità non sono rappresentate da pedine disposte su una mappa. In Up Front le unità, il terreno e gli innumerevoli fattori che influenzano il combattimento sono rappresentate da carte.
Gli appassionati asseriscono che questo sistema di gioco conferisce un senso più realistico al combattimento, a livello di squadra. Nei wargame tradizionali i giocatori hanno una visione globale del terreno e delle location, mentre in Up Front il terreno è modificato durante la partita, emulando il modo in cui i soldati in guerra incontrano ed esplorano il territorio.
Il gioco contiene due tipi differenti di carte: Personalità e Azione. Una carta Personalità rappresenta un'unità (un soldato o un veicolo da guerra), incluso il suo nome, il rango, l'arma che trasporta e le sue caratteristiche di combattimento (potenza di fuoco a vari raggi e capacità di difesa). Le carte Azione hanno un duplice ruolo possono essere pescate per reintegrare la mano di un giocatore ed a seconda del loro tipo giocate con vari effetti, oppure possono essere pescate in fase di risoluzioni di vari tipi di azione (fuoco, tentativi di cecchinaggio, tentativi di superare un fiume, prove di morale, ecc.) per verificare il successo dell'azione. A questo scopo riportano sia la descrizione dell'effetto che possono avere se giocate dai giocatori, sia dei numeri casuali che vengono utilizzati se vengono pescate per risolvere delle azioni.
I tipi di carta azione possono essere:
- Terreno (collina, edificio, foresta, palude, ecc), che a seconda del tipo conferisce bonus o malus alle carte personalità che cui viene giocata. (bonus o malus alla capacità di fuoco, protezioni da certi tipi di attacco, impedimenti alla capacità di movimento).
- Movimento che offrono la possibilità di spostarsi da una carta terreno ad un'altra, eventualmente avanzando o ritirandosi verso le carte personalità avversarie.
- Fuoco che permettono di sparare contro gli avversari, purché dotati di capacità di fuoco pari a quella indicata sulla carta
- Cortina Fumogena che offrono una certa protezione al fuoco.
- Recupero che permettono di recuperare carte personalità che siano immobilizzate dal fuoco nemico.
- Cecchino che permettono di tentare di eliminare direttamente una carta personalità avversaria.
- Eroe che concede un bonus momentaneo ad una carta personalità (ne raddoppia la capacità di fuoco, gli permette di superare automaticamente una prova di morale, ecc.).
- Filo spinato che rallenta il movimento di una squadra e la espone maggiormente al fuoco avversario.

Il gioco originale include unità tedesche, statunitensi e russe insieme al loro equipaggiamento. In seguito furono pubblicate due espansioni: Desert War e Banzai. La prima aggiunse unità italiane e francesi, la seconda unità inglesi e giapponesi, insieme a regole aggiuntive.

## Espansioni
- Desert War
- Banzai